# Molodiojni (Khabàrovsk)
|  | Per a altres significats, vegeu «Molodiojni». |

Molodiojni (en rus: Молодёжный) és un poble (un possiólok) del krai de Khabàrovsk, a Rússia, que el 2018 tenia 1.250 habitants. Pertany al districte rural de Komsomolsk na Amure.